# Jean Marie Prida Inthirath
Jean Marie Prida Inthirath (ur. 19 lutego 1957 w Muang Phiang) – laotański biskup rzymskokatolicki, od 2010 wikariusz apostolski Savannakhet. 

## Życiorys
Jean Marie Prida Inthirath święcenia kapłańskie otrzymał w dniu 20 kwietnia 1986. Po święceniach pracował w różnych parafiach na terenie wikariatu apostolskiego Savannakhet, zaś w latach 2004-2009 piastował urząd rektora seminarium w Thakhek.
Papież Benedykt XVI 9 stycznia 2010 mianował go wikariuszem apostolskim w Savannakhet i biskupem tytularnym Lemfocta. Święcenia biskupie otrzymał 10 kwietnia 2010 w katedrze Najświętszego Serca w Pakxe. Udzielił mu ich biskup Louis-Marie Ling Mangkhanekhoun, wikariusz apostolski Paksé, z towarzyszeniem biskupa Jean Khamsé Vithavong OMI, wikariusz apostolski Wientian, i arcybiskupa Salvatore Pennacchio, nuncjusza apostolskiego Laosu.